# ダイヤモンド瀬戸内マリンホテル
ダイヤモンド瀬戸内マリンホテル(ダイヤモンドせとうちマリンホテル)は、岡山県玉野市渋川に存在するリゾートホテルである。運営は株式会社ダイヤモンドソサエティ。旧称は瀬戸内国際マリンホテル。

## 概要
本ホテルは渋川海岸付近にあり、海水浴シーズンには観光客が多く利用する。又、直島・小豆島・豊島の観光、宿泊の拠点にも利用されている。

## 主な施設
- たまの温泉 - 天然温泉。
- プール
- 宴会場・会議室
- おみやげ処
- NASA
  - カラオケボックス
  - 卓球

## アクセス

### 電車の場合
JR本四備讃線児島駅下車。児島駅より送迎車で約20分。又はJR岡山駅下車。

### バスの場合
岡山駅より玉野渋川特急「レインボーバス」(両備バス)で約1時間10分。

### 自動車の場合
瀬戸中央自動車道児島ICより国道430号を東へ直進し約25分。

## 周辺
- 渋川海岸
- 岡山県渋川青年の家
- 玉野市立玉野海洋博物館
- 渋川港
- おもちゃ王国
- 渋川動物公園
- みやま公園
- 王子が岳